# Icaia gnathenion
Icaia gnathenion är en insektsart som beskrevs av Rauno E. Linnavuori 1973. Icaia gnathenion ingår i släktet Icaia och familjen dvärgstritar. Inga underarter finns listade i Catalogue of Life.